# Тарзан, човекът маймуна
„Тарзан, човекът маймуна“ (на английски: Tarzan the Ape Man) е американски екшън, приключенски филм от 1932 година, пуснат от Метро-Голдуин-Майер, режисиран от У.С. Ван Дайк, с участието на Джони Вайсмюлер, Нийл Хамилтън, С. Обри Смит и Морийн О'Съливан. Това е първият от 12 филма за Вайсмюлер, като известния герой от джунглата Тарзан на Едгар Райс Бъроуз. О'Съливан играе Джейн в шестте филма между 1932 и 1942 г. Филмът е базиран на романа на Бъроуз „Тарзан от маймуните“ от 1912 г., с диалога, написан от Ивор Новело. Метро-Голдуин-Майер издава два римейка на „Тарзан“ – „Човекът маймуна“ (1959) и през (1981), но всеки от тях е различна адаптация на романа на Райс Бъроуз.

## В България
В България филмът е излъчен по Канал 1 през 1996 г. и е повтарян по Ефир 2 и е с български дублаж. Екипът се състои от:
| Превод              | Александър Ванчев                                           |
| Редактор            | Адриана Василева                                            |
| Озвучаващи артисти  | Живка Донева Гергана Стоянова Робин Кафалиев Мариан Маринов |
| Тонрежисьор         | Кети Фотева                                                 |
| Режисьор на дублажа | Пенка Тотева                                                |